# Christoph Meier
Christoph Meier, född 3 maj 1993, är en liechtensteinsk simmare.
Meier har blivit utsedd till årets manliga idrottare i Liechtenstein 2012, 2016, 2017, 2018 och 2019.

## Karriär
Meier tävlade för Liechtenstein vid olympiska sommarspelen 2016 i Rio de Janeiro, där han blev utslagen i försöksheatet på 400 meter medley. Vid olympiska sommarspelen 2020 i Tokyo slutade Meier på 44:e plats på 200 meter medley och på 28:e plats på 400 meter medley.